# Рафаил (линейный корабль, 1724)
«Рафаил» — парусный линейный корабль Балтийского флота Российской империи, находившийся в составе флота с 1724 по 1736 или 1739 год, один из кораблей типа «Санкт-Михаил». В течение службы большую часть времени находился в порту Кронштадта, однако также принимал участие в плаваниях и учениях флота в Финском заливе, в том числе в 1728 году доставил из Киля в Кронштадт гроб с телом цесаревны Анны Петровны.

## Описание корабля
Представитель серии парусных линейных кораблей типа «Санкт-Михаил». Корабли этого типа строились с 1721 по 1729 год в Санкт-Петербургском адмиралтействе. Всего в рамках серии было построено 4 линейных корабля. Длина корабля составляла 43,3 метра, ширина по сведениям из различных источников — 11,6—11,7 метра, а осадка — 5—5,3 метра. Вооружение судна составляли 54 орудия, включавшие восемнадцати-, восьми- и четырёхфунтовых пушки, а экипаж состоял из 360 человек.
Был одним из восьми парусных кораблей Российского императорского флота, носивших это наименование. Также в составе Балтийского флота несли службу одноимённые парусные линейные корабли 1713, 1745, 1758 и 1802 годов постройки, а также парусный фрегат 1791 года постройки, в составе Черноморского флота — одноимённый парусный фрегат 1828 года постройки, а в составе Каспийской флотилии — одноимённый гекбот 1745 года постройки.

## История службы
Парусный линейный корабль «Рафаил» был заложен на стапеле Санкт-Петербургского адмиралтейства 17 (28) сентября 1721 года и после спуска на воду 19 (30) июля 1724 года вошёл в состав Балтийского флота России. Строительство вёл корабельный мастер капитанского ранга Ричард Рамз.
В кампанию 1725 года в составе эскадр кораблей Балтийского флота принимал участие в практических плаваниях в Финском заливе до острова Готланда. В следующем 1726 году находился на кронштадтском рейде и, как и в кампанию предыдущего года, принимал участие в практическом плавании эскадры кораблей Балтийского флота в Финском заливе.
В составе отряда под общим командованием контр-адмирала Питера Бредаля, состоявшей помимо корабля из фрегата «Крейсер» и гальота «Тонеин», с 8 (19) августа по 12 (23) сентября 1728 года совершил переход из Кронштадта в Киль, где на борт корабля был погружен гроб с телом недавно скончавшейся cупруги Карла Фридриха Гольштейн-Готторпского, герцогини Голштинской, цесаревны Анны Петровны. И с 26 сентября (7 октября) по 14 (25) октября корабль совершил обратный переход.
В кампанию 1730 года вновь находился в практических плаваниях эскадр кораблей Балтийского флота между Красной Горкой и Берёзовыми островами в Финском заливе. Начиная с 1731 года вместе с другими старыми кораблями находился в Кронштадте и в плаваниях участия не принимал. По окончании службы парусный линейный корабль «Рафаил» был разобран в Кронштадте, по одним данным это произошло в 1736 году, по другим — в 1739 году.

## Командиры корабля
Командирами линейного корабля «Рафаил» в составе Российского императорского флота в разное время служили:
- капитан 2-го ранга Андреян Гохстрат (1725 год)[15];
- капитан 3-го ранга Матвей Коробин (1726 год)[16];
- капитан 2-го ранга Самойло Армитаж (1728 год)[17];
- капитан 2-го ранга Питер Трезель (1730 год)[18].

### Комментарии
1. ↑  Также в серию входили линейные корабли «Санкт-Михаил», «Не тронь меня» и «Рига»[1].
2. ↑  142 фута[2].
3. ↑  38 футов[2].
4. ↑  16 футов 4 дюйма[2].